# Château de Bazeilles
Le château de Bazeilles (ou château d'Orival) est un château situé à Bazeilles, en France. C'est un édifice de style Louis XIV. 

## Localisation
Le château est situé sur le territoire de Bazeilles, dans le département français des Ardennes. Il est en sortie de la commune, vers Remilly-Aillicourt, dans un grand parc clôturé de grilles.

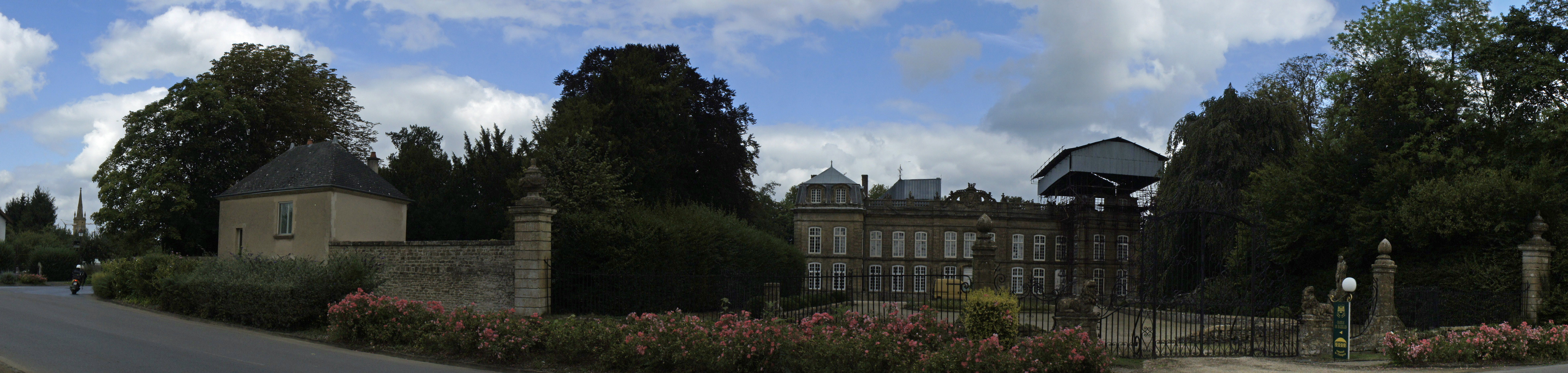

## Historique

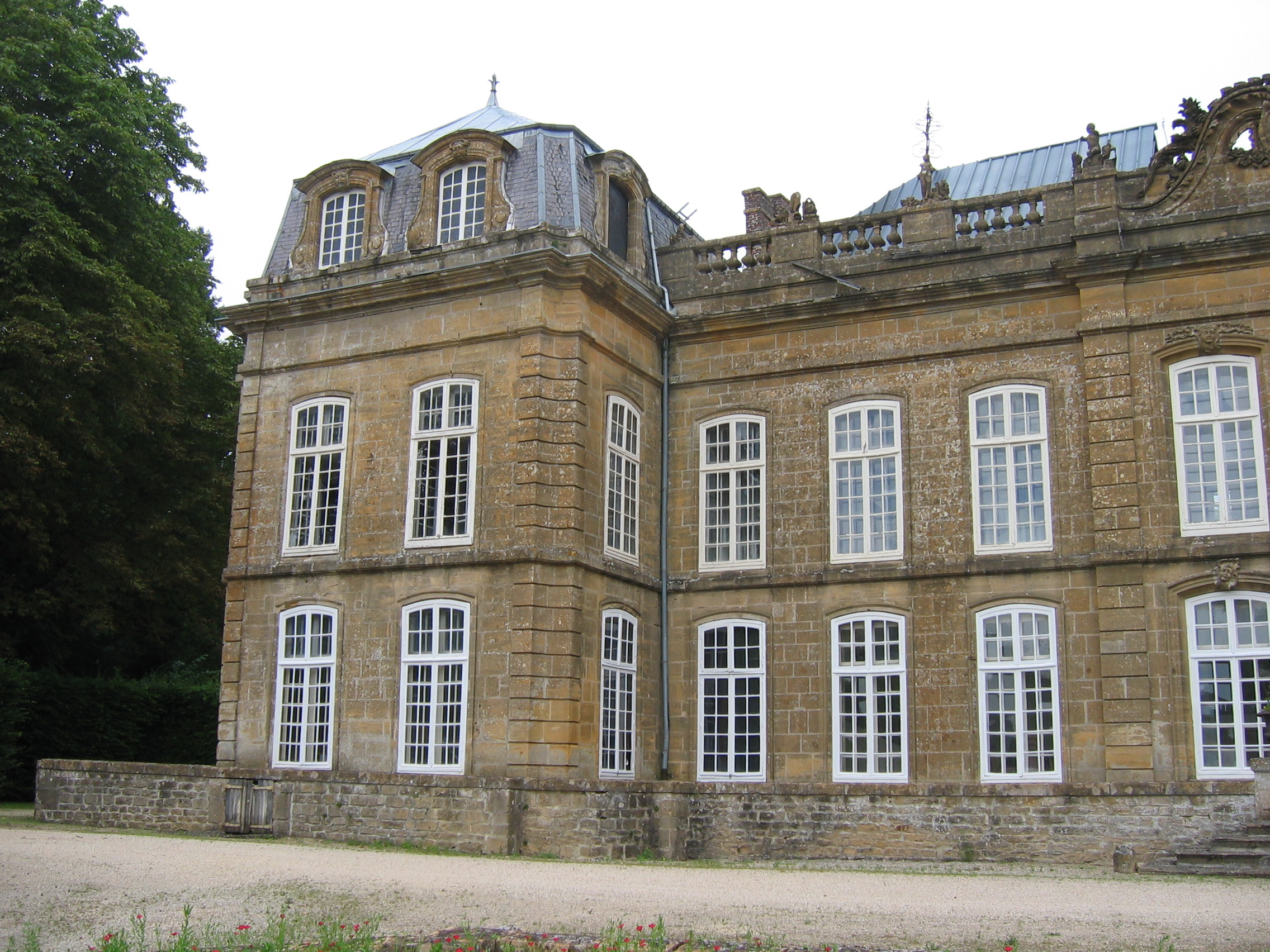
Façade d'entrée - vue partielle.

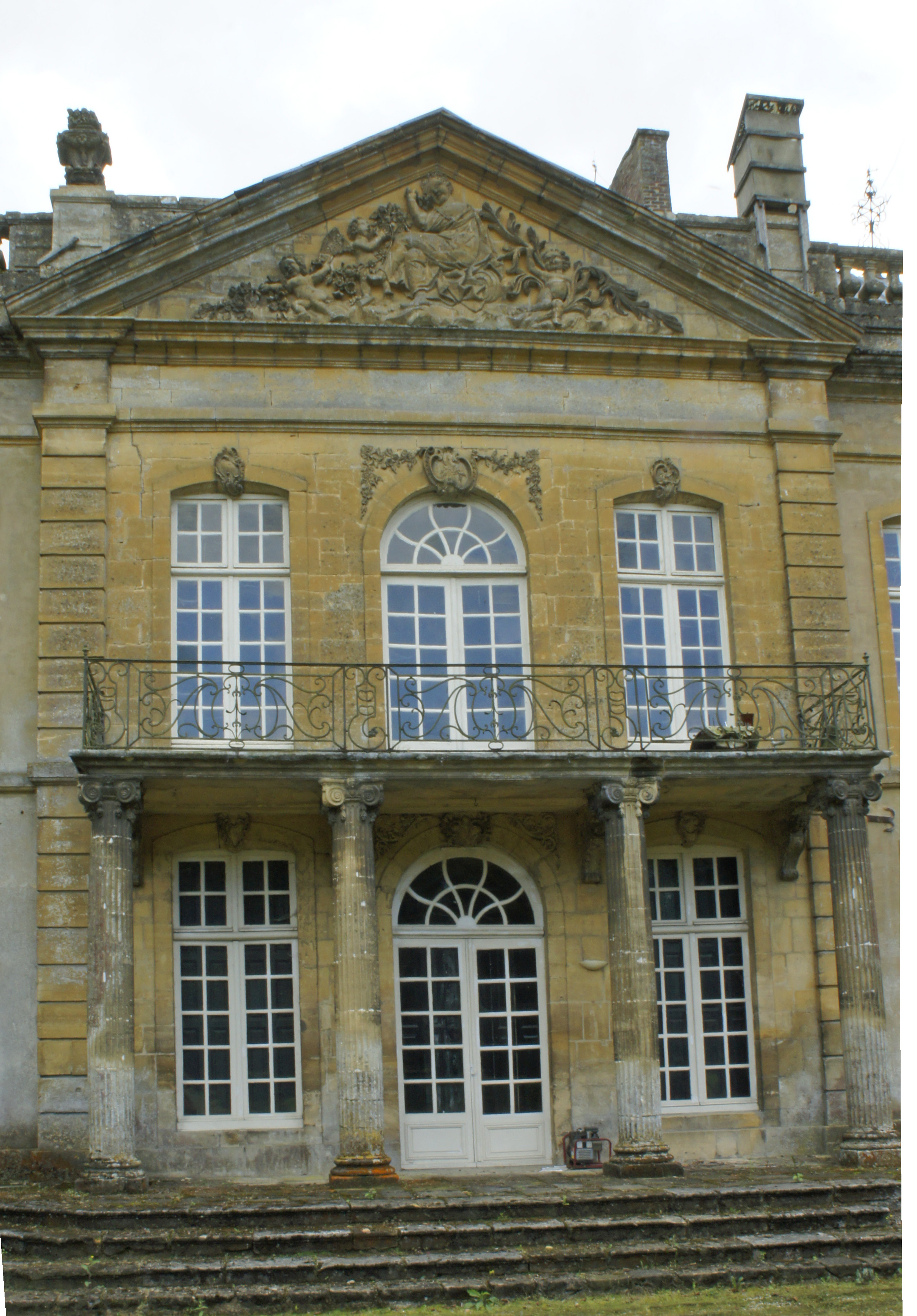
Façade sur parc.

Ce château a été construit par Louis Labauche (1698-1780), fabricant textile.
Le 30 mars 1741, Louis Labauche se voit accorder le privilège royal d'établir à Sedan une manufacture pour la fabrication de toutes sortes de draps. Ce privilège consacre son zèle et son talent au service de l'industrie drapière de la ville. Ayant acquis la propriété de Bazeilles, il fait construire ce château et regroupe sur ce site  une foulerie à proximité du  château. Il tente également d'installer  des perches à lainer et des tables à tondre les draps. Mais il provoque une «clocque», un mouvement de grève des tondeurs. Ceux-ci ne veulent pas être «ouvriers de village», alors qu'ils pratiquaient leur métier sur Sedan précédemment. En 1750, il est à la tête des entrepreneurs confrontés à une nouvelle grève des tondeurs refusant l'évolution du règlement. Ce sont, cette fois là, les tondeurs qui doivent céder.  Louis Labauche est anobli en avril 1769. Il devient écuyer, en plus du titre de seigneur engagiste de Bazeilles. 
Le château a quelquefois été attribué à l'architecte Emmanuel Héré, et les grilles à Jean Lamour. Ces attributions ne sont confortées par aucun élément concret, et, selon Jean-Lucien Guenoun, « la rusticité du traitement des clefs de baies sculptées renvoie à des artisans moins illustres ».
L'édifice est classé au titre des monuments historiques en 1943.
Il a subi un incendie important en 1989.

## Description

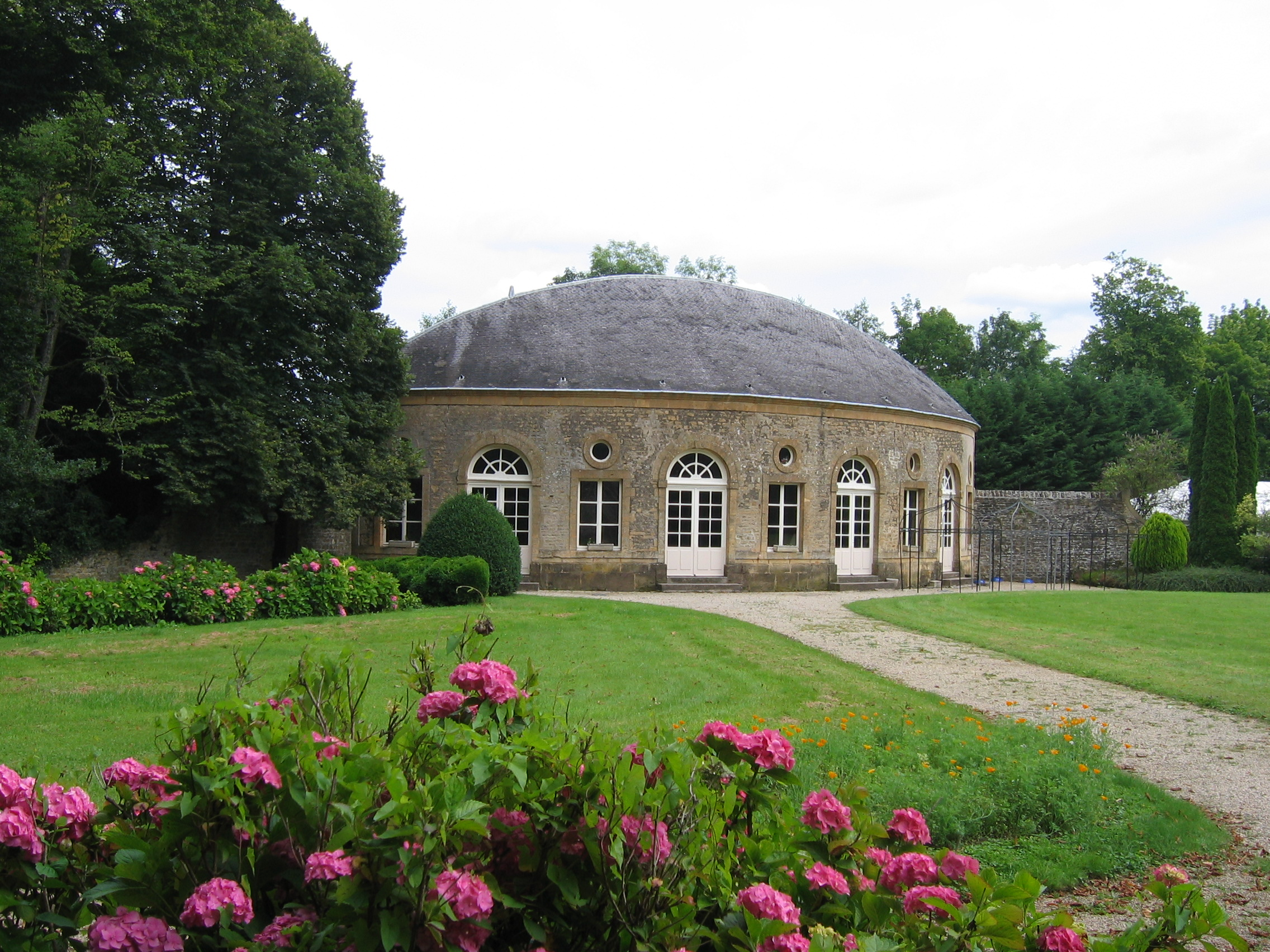
L'orangerie.

L'édifice comprend un corps principal encadré de deux ailes saillantes, aux angles incurvés.
La façade côté parc, de style Louis XIV  est couronnée d'un fronton triangulaire sculpté de figures féminines. L'étage est doté d'un large balcon sur portique central, et de têtes de macarons placées au-dessus des fenêtres.
La façade d'entrée possède un fronton découpé dans un cartouche rocaille asymétrique. Des masques ornent la clé des fenêtres.
Dans le parc, une orangerie se signale par un style néoclassique. Le tracé de sa façade est convexe. Elle est coiffée d'un toit en ardoises, épousant la même courbe et dont le sommet est arrondi. De grandes baies se succèdent alternant avec des fenêtres surmontées d'un oculus. Les grilles de l'entrée sont aussi classées. Le parc est clos et possède des pièces d'eau.